# シンハラ仏教ナショナリズム
シンハラ仏教ナショナリズムはシンハラ人の文化や民族主義（ナショナリズム）と、スリランカのシンハラ人の多くが信仰する上座部仏教を重視するスリランカの政治思想である。
シンハラ人のナショナリズムは、6世紀に書かれたパーリ語の主要な年代記であるマハーワンサの内容から影響を受けている。

## 起源
スリランカの仏教を称えるために仏教僧が6世紀に書いたシンハラ仏教の国書『マハーワンサ』（『大紀元』）の神話史的記述は、シンハラ仏教のナショナリズムや戦闘的仏教の創造に影響を及ぼしている。マハーワンサでは、釈迦がスリランカを3度訪問し、仏教に不都合な勢力を排除し、シンハラ人の祖先（北インドからのヴィジャヤ王子とその信者）を守るよう神に指示してスリランカに仏教が定着し栄えるようにしたとされている。この神話により、この国はシハディパ（シンハラ人の島）であり、ダンマディパ（仏教を保存し伝播するために祀られた島）であるというシンハラ人仏教徒の信仰が広く定着している。

## 神話
スリランカの歴史に関する神話のほとんどは『マハーワンサ』に由来する。そのため、シンハラ仏教の民族主義者は、自分たちは仏陀に選ばれた人々であり、スリランカ島は仏教の約束の地であると主張している。また、マハーワンサにはスリランカの仏教戦士ドゥトゥガムヌとその軍隊が500人もの仏教僧に支えられ、南インドからやってきてアヌラーダプラ（当時の首都）の権力を掌握したタミル人の王エララとチョーラの軍隊と戦い、打ち負かしたことが記述されている。ドゥトゥガムヌは、自分が殺した数千人のタミール人を嘆き、慰めに来た8人の阿羅漢（仏陀に次ぐ地位の僧）たちは、「獣にも劣るタミールの不信心者（エララとその仲間）を殺しただけだから本当の罪はない」と答え、さらにこう言い放った。「汝は様々な方法で仏陀の教義に栄光をもたらすだろう、だから人の支配者よ、心から心配を捨てよ」。ドゥトゥガムヌのエララ王に対するキャンペーンは、マハーワンサがエララを良い支配者として描いているように不正を倒すためではなく、暴力を使ってでも仏教君主のもとスリランカを統一し、仏教を復興するためのものである。仏陀がスリランカを訪れた際、（「征服者」として）仏教に敵対する勢力であるヤッカ（島の非人間的住民・亜人として描かれている）を「心に恐怖」を与えて故郷から追い出し、やがて彼の教義が「栄光に輝く」ようにしたという話がマハーワンサで語られている。仏教のための暴力行使を正当化するものであり、仏教の下でのスリランカの政治的統一には非協力的で非シンハラ人の集団を排除する必要があるという著者の一般的メッセージに沿った記述であると評されている。
Neil DeVotta（政治学准教授）によれば、マハーワンサの神話史は、「ダルマ（仏教の教義）を維持、保護、伝播するために必要であれば、非シンハラ人への非人道的行為を正当化する。さらに戦争が仏教を守るために行われるのであれば、正戦の教義を正当化する。ヴィジャヤ神話とともに、釈迦がスリランカ島を上座部仏教を温存する場所として指定したというシンハラ仏教徒の信仰の根拠を紹介している。また、シンハラ人がこの島に最初に住んだ人間であり（シンハラ人以前の人間は亜人であった）、真の「土の子」であると主張している。さらに、この島の王は仏教を保護し、育成する義務があるという信念を植え付けた。これらの遺産はすべて、政治的仏教とシンハラ仏教ナショナリズムの軌跡に影響を及ぼしている」。

## 少数教徒・民族への迫害
スリランカ独立の父とされるダルマパーラは、シンハラ人がスリランカに仏教を持ち込んだ優秀な民族だとして、シンハラ人の優越感を煽り、また、スリランカにおける仏教徒をタミル人に多かった他のヒンズー教系の神を信仰する者ともはっきり区別し、シンハラ人女性に対してセイロン域内の少数民族と結婚しないように呼びかけた。これが独立後の政府の仏教優遇策・シンハラ人優遇策やシンハラ人の少数民族に対する差別思想につながり、もとからの英国の分割統治策によるシンハラ人とタミル人の間の経済的・社会的格差の問題もからんで、タミル人の分離独立運動とそれによる1983年から26年に及ぶ激しい内戦を招いた。
イスラム教徒に対する迫害の最初の大きな例は、2011年9月10日、仏教徒の僧侶がアヌラーダプラにある300年前のイスラム教のモスクを破壊したことである。
2012年4月20日には、ダンブッラのモスクがスリランカ仏教の聖地に建っていることから、約2000人の仏教徒がモスクの外で抗議活動を行った。これらの抗議活動により、モスクは仏教国粋主義者の脅迫を受けて礼拝を中止したが、翌日曜日、D・M・ジャヤラトナ首相はモスクを聖地から移転させるよう命令した。それ以来、BBSはスリランカのイスラム教徒を差別する手段として、スローガンやプロパガンダを用いて新たな迫害の形をとっている。
最近では2019年4月にイスラムのテロリストが仕組んだイースターの爆弾テロが発生し、250人以上のスリランカ人の命を奪い、500人以上のスリランカ人が負傷したことで、スリランカのイスラム教徒は警察や仏教国粋主義者からこれまで以上の危険に直面している。
戦後のスリランカでは、民族的・宗教的少数派はシンハラ仏教のナショナリズムからの脅威に直面し続けている。キリスト教徒が非倫理的な改宗や強制改宗を行っていると主張する仏教過激派による、キリスト教会への散発的な攻撃が続いている。ピュー・リサーチ・センターは、2012年にスリランカを宗教的敵対性が非常に高い国の一つとして挙げているが、これは仏教徒の僧侶がイスラム教徒やキリスト教徒の礼拝所に対して行った暴力によるものである。これらの行為には、モスクを攻撃することや、セブンスデー・アドベンチスト教会を強制的に占拠して仏教寺院に改築することなどが含まれる。
過激派の仏教指導者は、スリランカはシンハラ人仏教徒が仏教を守るための約束の地であると主張することで、少数派の礼拝場所への攻撃を正当化している。2012年に仏教僧によって設立された最近の仏教過激派グループであるボドゥ・バラ・セナ（BBS）（仏教勢力）は、2014年に4人のイスラム教徒が死亡し、80人が負傷した反イスラム暴動を扇動したとして告発されている。BBSのリーダーは、政府がLTTEに軍事的に勝利したことを、古代の仏教王がタミル王エララを征服したことと関連づけて、タミル人は2度教訓を得たと述べ、他のマイノリティがシンハラの仏教文化に挑戦しようとすれば同じ運命をたどると警告した。BBSはタリバンと比較され、過激主義とイスラム教徒に対する共同体的憎悪を広めていると非難され、「民族宗教的ファシスト運動」と表現されている。仏教徒はまた、内戦中の人道的虐待と戦争犯罪の可能性についての調査を求めた国連人権理事会の決議に抗議している。BBSは他の仏教徒の聖職者や政治家からも批判や反対を受けている。2015年から外務大臣を務めているスリランカのセラバダ仏教徒の政治家であるマンガラ・サマラウィーラは、BBSが「『タリバン』テロリズムの代表」であり、イスラム教徒に対する過激主義と共同体的憎悪を広めていると非難している。

## 参考資料
- Anagarika, Dharmapala (1965). Return to Righteousness: A Collection of Speeches, Essays and Letters of the Anagarika Dharmapala, ed. Ananda Guruge, The Anagarika Dharmapala. Birth Centenary Committee, Ministry of Education and Cultural Affairs, Ceylon
- DeVotta, Neil (2001). “The Utilisation of Religio-Linguistic Identities by the Sinhalese and Bengalis: Towards General Explanation”. Commonwealth & Comparative Politics, Vol. 39, No. 1:  66–95.
- DeVotta, Neil (2007). Sinhalese Buddhist Nationalist Ideology: Implications for Politics and Conflict Resolution in Sri Lanka. East-West Center Washington
- Tennakoon, Vimalananda (1963). “Buddhism in Ceylon under the Christian powers"
- Wijewardena (1953). The Revolt in the Temple. Sinha Publications
- Bartholomeusz, Tessa (2005). In Defense of Dharma: Just-War Ideology in Buddhist Sri Lanka (Routledge Critical Studies in Buddhism). Routledge
- Deegalle, Maheenda (2006). Buddhism, Conflict and Violence in Modern Sri Lanka. Routledge